# Srgan Stankovik
Srgan Stankovik, né le 28 août 1975, à Skopje, en république fédérative socialiste de Yougoslavie, est un ancien joueur de basket-ball macédonien. Il évolue durant sa carrière au poste de pivot.